# Renato Dionisi (atleta)
Renato Dionisi (Riva del Garda, 21 novembre 1947) è un ex astista italiano, attivo fra gli anni sessanta e settanta. Cresciuto fra i comuni di Arco, Nago-Torbole e Riva, nel Trentino meridionale.

## Carriera
Primo italiano a superare l'asticella a 5m, è stato un atleta molto popolare e apprezzato dagli appassionati della specialità in cui concorreva. Ha indossato quarantasette volte la maglia della nazionale azzurra ed ha vinto fra il 1967 ed il 1978 dieci titoli italiani.
Fra il 1968 ed il 1970 ha saltato per quarantadue volte la misura di 5 metri (il primato nazionale lo aveva stabilito appunto nel 1968, a ventuno anni di età). Nel 1970 ha perduto una sola gara su dodici disputate (cedendo nella finale di Coppa Europa all'atleta della Repubblica Democratica Tedesca Wolfgang Nordwig).
| Anno | Misura (m) |
| ---- | ---------- |
| 1964 | 4,30       |
| 1967 | 4,95       |
| 1971 | 5,30       |
| 1972 | 5,45       |

Ha rappresentato l'Italia ai Giochi olimpici di Tokyo 1964 e a quelli di Monaco di Baviera 1972. Ai Giochi di Tokyo giunse quando era ancora un sedicenne, campione italiano juniores con un personale di 4,30 m, e non si qualificò per la fase finale. Alle Olimpiadi di Monaco arrivò invece forte del primato personale di 5,45 m ottenuto al Palio della Quercia, annuale meeting di atletica che si tiene a Rovereto, ma neanche questa volta riuscì a qualificarsi per la finale. Il suo ultimo primato italiano (5,45) è durato 12 anni ed è stato battuto, nel 1984, dall'atleta palermitano Mauro Barella con 5,49.
Era cresciuto come altri campioni di atletica leggera con la maglia dei Carabinieri alla scuola nazionale di Formia, e veniva considerato un talento all'interno del panorama dell'atletica italiana, ma la sua carriera fu fortemente condizionata da problemi fisici (una particolare fragilità ai tendini) che gli impedirono di raggiungere i risultati che erano probabilmente nelle sue potenzialità. Ebbe comunque buoni esiti in termini di classifica tanto in competizioni nazionali quanto di valenza europea nella formula indoor (record italiano nel 1967 con 4,95 m, campione europeo 1973 a Rotterdam con 5,40 m e terzo agli europei sempre al coperto del 1976).

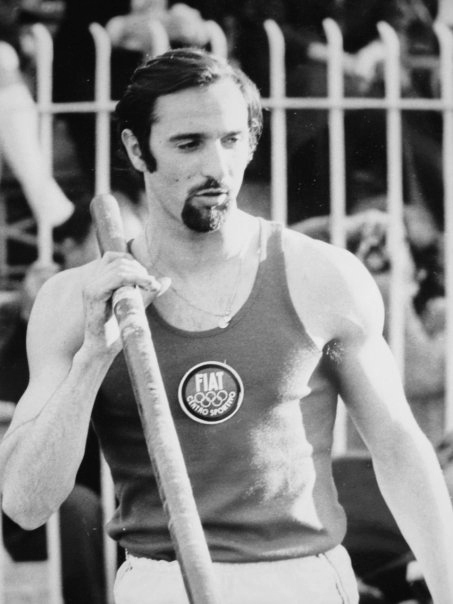
Renato Dionisi nel 1971 in uno scatto di Gustavo Pallicca

Nel 1971 a Helsinki, ai campionati europei, si aggiudicò la medaglia di bronzo con la stessa misura della medaglia d'argento, assegnata allo svedese Kjell Isaksson con la misura di 5,30 m (al primo posto si era classificato Nordwig, con 5,35 m).
Ritiratosi nel 1978 dall'attività agonistica, e dopo alcune esperienze nello sport del motociclismo (con alcune prove sul circuito di Vallelunga ed un paio di brutte cadute), è diventato allenatore e preparatore atletico FIDAL. Tra i suoi pupilli figurano Giorgio Piantella e Maria Carla Bresciani.

## Palmarès
| Anno | Manifestazione          | Sede              | Evento           | Risultato | Prestazione | Note |
| ---- | ----------------------- | ----------------- | ---------------- | --------- | ----------- | ---- |
| 1967 | Giochi del Mediterraneo | Tunisi            | Salto con l'asta | Argento   | 4,90        |      |
| 1971 | Europei                 | Helsinki          | Salto con l'asta | Bronzo    | 5,35        |      |
| 1973 | Europei indoor          | Rotterdam         | Salto con l'asta | Oro       | 5,40        |      |
| 1975 | Giochi del Mediterraneo | Algeri            | Salto con l'asta | Bronzo    | 5,00        |      |
| 1975 | Universiadi             | Roma              | Salto con l'asta | Bronzo    | 5,10        |      |
| 1976 | Europei indoor          | Monaco di Baviera | Salto con l'asta | Bronzo    | 5,30        |      |

Ha vinto inoltre per 10 volte i campionati italiani assoluti, ininterrottamente dal 1964 al 1971 e successivamente nel 1977 e 1978.